# Clemente Meroni
Clemente Meroni, detto Mentin (Cinisello Balsamo, 8 giugno 1907 – Cinisello Balsamo, marzo 1987), è stato un pugile italiano, Campione europeo dilettanti nel 1930, nella categoria dei pesi medi e campione italiano tra i professionisti (1932-1934).

## Biografia

### Carriera tra i dilettanti
Nato e cresciuto nell'hinterland milanese, nel 1926 conquista il titolo di campione italiano dilettanti dei pesi medi. Si ripete due anni dopo, nella categoria superiore. Nel 1929, a Roma, conquista nuovamente il titolo italiano dei pesi mediomassimi e nel 1930, a Budapest, conquista il titolo europeo dei pesi medi . 
Tra i dilettanti, combatte complessivamente 39 match, con 30 vittorie, 6 sconfitte e tre pari .

### Carriera tra i professionisti
Esordisce a torso nudo nel settembre 1930, nei pesi medi. Dopo 21 match è ancora imbattuto contro i pugili italiani, avendo concesso solo un pari all'oro olimpico Piero Toscani (che poi batterà ai punti il 27 maggio 1931) e uno a Michele Bonaglia. Le sue quattro sconfitte le consegue contro pugili stranieri tra i quali il temibile cubano Tunero.
L’8 febbraio 1933, al ventiduesimo match, sale allora sul ring milanese per contendere la cintura vacante di campione italiano dei pesi medi niente meno che al vicentino Oddone Piazza. I due si erano già incontrati tra i dilettanti e il match era finito in parità. Piazza è passato alla storia del pugilato per essere stato primo italiano a combattere un match con in palio il titolo mondiale, il 25 gennaio 1932 a Milwaukee, contro l'afroamericano Gorilla Jones. Senza alcun complesso d’inferiorità Clemente Meroni si aggiudica il titolo vincendo ai punti in 12 riprese. Il 23 maggio successivo, sempre ai punti e a Milano, difende vittoriosamente la cintura dei medi contro Tino Rolando.
La superiorità di Clemente Meroni su Oddone Piazza, almeno sul ring casalingo, si conferma il 12 febbraio del 1934, quando il milanese mantiene la cintura di campione d'Italia dei pesi medi, ancora ai punti.
Il regno di Meroni dura altri quattro mesi, poi cede il primato nazionale a Firenze nei guantoni del toscano Carlo Menabeni. Fa una buona figura sul ring di Marsiglia perdendo solo ai punti in 10 riprese contro il fuoriclasse transalpino Marcel Thil. Per il resto, dopo il secondo successo su Piazza, la sua carriera conosce una vera e propria parabola discendente. Su 25 match combattuti, ne vince solo sei, ne perde 15 e ne pareggia quattro. 
Tra questi ultimi, il pari conseguito nel suo ultimo combattimento, la sera di Santo Stefano del 1936 contro l'austriaco Karl Neubauer a Vienna. Poi si ritira dopo 55 combattimenti, di cui 26 vinti, 22 persi e sette pari. Le sue uniche due sconfitte prima del limite sono state ottenute per squalifica.